# Грохотно
Грохотно е село в Южна България. То се намира в община Девин, област Смолян.

## География
Село Грохотно се намира в планински район.

## История
Името Грохотно е възникнало в миналото, когато река Въча се удряла в скалата и се чувало „грохот, грохот“. Затова старите хора нарекли тази красива местност „Грохотно“.
През 1872 година в селото има 50 къщи. От 1878 до 1886 година то попада в т. нар. Тъмръшка република. През 1920 година в селото живеят 468 души, през 1946 – 715 души, а през 1965 – 710 души.

## Религии
Населението е съставено почти изцяло от турската (юруци) етническа общност и малка част от помаци, изповядващи исляма. Обновената джамия може да се посети не само от местното население, но и от преминаващи през селото туристи. Има малка част от смесени бракове между турци и християни и единични бракове между турци и помаци.

## Обществени институции
- Кметство село Грохотно с кмет Бейхан Дуран
- Основно училище „Гео Милев“;
- Народно читалище „Назъм Хикмет-1948“
- Детска градина „Катя Ванчева“;
- Джамийско настоятелство – Грохотно; Джамията в село Грохотно е построена през 1992 година. Това е новата джамия на Грохотно построена е на мястото на старата. Джамията е разположена на два етажа. На 1-вия се молят мъжете, а на 2-рия жените. Начело на джамията има ходжа. Най-много молещи се събират на празниците Рамазан и Курбан Байрям.

## Културни и природни забележителности
Близо до село Грохотно се намира природната забеложителност „Слона“. Представлява скално образувание, което наподобява слон.

## Редовни събития
Редовно в селото се почитат както официалните празници, така и традиционните, като двата байрамски празника – съответно Рамазан байрам и Курбан байрам. Втората седмица на месец май от 2006 година се чества традиционен празник на селото. На 6 май (Гергьовден) населението тук, бидейки съставено изцяло от мюсюлмани, празнува Хадърлез. Рано сутринта всички ходят на река за да се измият с чиста бистра вода. Казва се, че на този ден водата е лековита е всички болести се лекуват.